# Barwick in Elmet
Barwick in Elmet är en by i civil parish Barwick in Elmet and Scholes, i distriktet Leeds, i grevskapet West Yorkshire, i England. Den ligger strax öster om Leeds. Byn hade 2 178 invånare år 2021. Den var under en period under 500- och 600-talet huvudstad i det brittiska riket Elmet. Fram till 1800-talet ingick delar av vad som nu är stadsdelar i Leeds i dess församling, bland annat Roundhay.
I Parlington Park finns ett monument som firar Storbritanniens nederlag i Amerikanska frihetskriget. Det är uppsatt av Thomas Gascoigne som var ägare av egendomen och glad över att någon lyckats ge Georg III en näsknäpp.
I orten finns också en närmare trettio meter hög majpåle som ska ha funnits på platsen i evig tid.